# Niets van dat alles
Niets van dat alles is een nummer van het Nederlandse cabaret- en zangduo Veldhuis & Kemper uit 2005. Het is de tweede single van hun tweede studioalbum Als het gaat waaien.
In "Niets van dat alles" heeft de ik-figuur grote dromen, maar wat hij ook probeert, geen van die dromen wordt werkelijkheid. Aan het eind van het nummer blijkt dat de ik-figuur toch wel tevreden is met het normale leven dat hij leidt. Het nummer haalde de 89e positie in de Nederlandse Single Top 100.